# José Maria Rodrigues Alves
José Maria Rodrigues Alves, ismertebb nevén: Zé Maria (Botucatu, 1949. május 18. –) világbajnok brazil válogatott labdarúgó.
A brazil válogatott tagjaként részt vett az 1970-es és az 1974-es világbajnokságon.

## Pályafutása

### A válogatottban
1968 és 1978 között 48 alkalommal szerepelt a brazil válogatottban. Tagja volt az 1970-es világbajnok csapatnak.

## Sikerei, díjai
Corinthians
- Paulista bajnok (4): 1977, 1979, 1982, 1983

Brazília
- Világbajnok (1): 1970

Egyéni
- Bola de Prata (2): 1973, 1977